# Мать-героиня (НРБ)

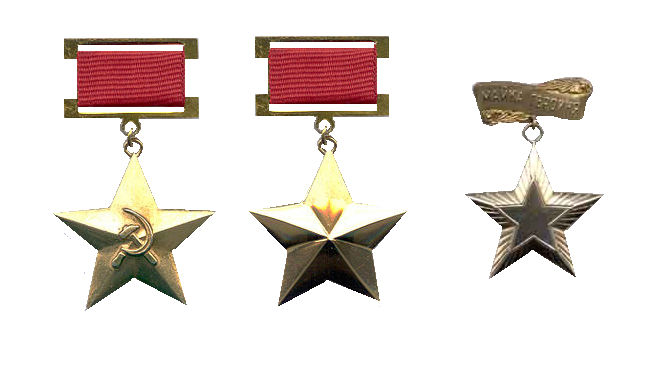
Медаль почётного звания «Мать-героиня» (справа)

Почётное звание Мать-Героиня (болг. Майка Героиня) было учреждено 13 декабря 1950 года указом Президиума Народного собрания первоначально под именем «Материнская Слава» и было переименовано 9 июня 1952 года. Звания удостаивались матери, которые родили и воспитали десять и более детей. Матерям, удостоенным звания, вручалась также первая степень ордена «Материнская Слава».

## Описание
Медаль имеет форму рельефной пятиконечной звезды и изготовлена из золота.
Медаль носится на груди на металлической колодке в форме ленты с лавровыми листьями. На колодке надпись «МАЙКА ГЕРОИНЯ».